# Джеймс Рейнуотър

Джеймс Райнуотър (на английски: James Rainwater) е американски физик, носител на Нобелова награда за физика за 1975 година за приноса му в определянето на геометрията на някои атомни ядра.

## Биография
Роден е на 9 декември 1917 година в Каунсъл, Айдахо. Завършва Калтек и Колумбийския университет. През Втората световна война работи за проекта Манхатън. През 1949 г. започва да работи върху теория, според която, въпреки съществуващото мнение, не всички атомни ядра са идеално сферични. Неговата теория по-късно е потвърдена от опитите на Бор и Мотелсън, за което тримата получават Нобелова награда. Работи и върху природата и свойствата на рентгеновите лъчи.
Умира на 31 май 1986 година в Янкърс, Ню Йорк.